# Flexamia abbreviatus
Flexamia abbreviatus är en insektsart som beskrevs av Henry Fairfield Osborn och Ball 1897. Flexamia abbreviatus ingår i släktet Flexamia och familjen dvärgstritar. Inga underarter finns listade i Catalogue of Life.